# Juli Carsalade du Pont
Juli Lluís Maria de Carsalade du Pont (Cimòrra, Gers, 16 de febrer del 1847 - Perpinyà, 29 de desembre del 1932) fou un eclesiàstic francès d'expressió catalana i francesa que ocupà el càrrec de bisbe de Perpinyà del 1900 al 1932. Per la seva actitud de defensa de la catalanitat cultural que li feia parlar de Catalunya com a “Pàtria amadíssima”, era conegut com “el bisbe dels catalans”.

## Biografia
Fill d’Henry i Gabrielle,  és el quart de vuit germans, quatre nens i quatre nenes, en una família catòlica i monàrquica, pertanyent a l’antiga noblesa gascona. Als 8 anys ingressa al petit seminari d’Aush i, en acabar els estudis secundaris, opta per la carrera eclesiàstica, sent ordenat sacerdot el 25 de març de 1871. Fins al 1885 fa de capellà rural per distintes parròquies del departament del Gers i es forma com a historiador i arqueòleg. Entre 1871 i 1900 va publicar 63 articles a la Revue de Gascogne i és autor d’obres com Mémoires de Jean d’Antras i Les Huguenots de Bigorre. El 1885 esdevé rector a Sant Pere d’Auch, augmentant així els mitjans i l’abast de la seva recerca històrica i, dos anys després, esdevé secretari del bisbe L. Gouzot. Arxiver de la diòcesi i canonge de la catedral, creà el Musée historique et archéologique d'Aush, i fundà la Société d'archéologie (Societat d'Arqueologia) del Gers, els Archives historiques de Gascogne (Arxius Històrics de la Gascunya) i col·labora també al periòdic La Semaine Religieuse.
Fou consagrat bisbe d'Elna-Perpinyà el 22 de febrer del 1900, i aleshores va aprendre català, hi predicà, hi escriví i restablí l'ensenyament del catecisme i la predicació en aquesta llengua. El gener de 1901 assisteix als funerals de l’arquebisbe de Barcelona, Josep Morgades, i, citant la frase de Lluís XIV “Ja no hi ha Pirineus”, hi afegeix: “De fet, per als catalans dels dos vessants, mai no n’hi ha hagut”. El primer any de bisbe coneix Mn. Antoni M. Alcover, que recorria sovint el nord del país. Carsalade acollirà igualment el poeta M. Costa i Llobera. A les acaballes de 1901, visita amb Jacint Verdaguer, a qui havia conegut l’agost de 1895 en un viatge a Barcelona, les runes del que un dia havia estat el gran monestir de Sant Martí del Canigó. Captivat per la llegenda verdagueriana del Canigó, el 2 de juliol de l’any següent, rep en donació recursos per adquirir tot l’espai de l’antic cenobi i, de seguida, fa una crida a tots els catalans, del nord i del sud, per a recuperar el recinte històric, fet que es produeix l’11 de novembre, davant més de 2.000 persones, moltes de les quals procedents del sud. La restauració i rehabilitació amb obra nova del monestir culminarà el 1907 en els aspectes essencials.
Organitzà els Jocs Florals del 1902, suspesos per l’autoritat governativa, en no exhibir-hi cap bandera espanyola al lloc on eren previstos de celebrar-se a Barcelona, i presidí els de Barcelona el 1914. Col·laborà també en l'obra del Diccionari Català-Valencià-Balear d'Antoni Maria Alcover, del qual es distancià a causa de l'actitud germanòfila arran de la Primera Guerra Mundial del canonge mallorquí. Encoratjà el reclutament de voluntaris al Principat durant la Primera Guerra i participà en les manifestacions d'intel·lectuals francòfils catalans a Perpinyà el 1916. El 1919 també adquirí Sant Miquel de Cuixà i en restablirà la vida monàstica amb monjos del Cister. Restaurà la capella de Nostra Dona del Còrrec, predecessora de la catedral de Perpinyà, i l'antiga església dels caputxins, actualment de Sant Cristòfor; comprà el col·legi de Sant Lluís Gonçaga i el Petit Seminari, i va fer edificar l'església de Sant Martí del Bon Socors i el Gran Seminari. Per tal d'encoratjar les investigacions científiques del clergat, creà la Revue historique et littéraire du diocèse de Perpignan (Revista històrica i literària de la diòcesi de Perpinyà).
Amb els Fets de Prats de Molló, el novembre de 1926, el gruix de detinguts va ser empresonat a l’edifici contigu al palau arquebisbal de Perpinyà. El bisbe, llavors ja amb 79 anys, s’enfilava cada dia a la figuera de la seva seu episcopal per poder parlar amb els joves detinguts, concentrats al pati de la caserna, a qui animava a continuar lluitant pel seu objectiu polític d’alliberar Catalunya d’Espanya, amb paraules de suport, ell que sempre evità tot pronunciament polític i electoral públic.
Fou nomenat Cavaller de la Legió d’Honor, gran creu d’Isabel la Catòlica, i mestre en Gai Saber de l’Acadèmia dels Jocs Florals de Tolosa. A Catalunya, va ser condecorat amb la medalla dels Voluntaris Catalans durant la Guerra Europea i, el 1927, rebé la medalla de la Reconeixença Catalana, oferta per un grup d’admiradors. Mort el 29 de desembre de 1932, és enterrat a la cripta dels bisbes de la catedral de Perpinyà d’on va ser bisbe durant 32 anys. Una avinguda de Perpinyà duu el seu nom d'ençà del 1940.
L'escriptor, historiador i acadèmic francès Louis Bertrand va dedicar-li la novel·la històrica La Infantesa, ambientada a la Catalunya Nord: "A S. I. Monsenyor de Carsalade du Pont, Bisbe d'Elna i de Perpinyà, mantenedor de la tradició catalana".